# 山田栄一
山田栄一（やまだ えいいち、1906年（明治39年）10月12日 - 1995年（平成7年）7月27日）は昭和期の作曲家。

## 経歴
青森県黒石市株梗木横丁出身。
弘前の慈善館の楽士を振り出しに、18歳で青森の文芸館の楽長となる。1927年（昭和2年）、21歳で上京し、ポリドールレコードの専属作曲家となる。東海林太郎と組んで数多くの作品を作曲。戦後、東映に入社し、映画のテーマ音楽等を作曲。
ピアノの名手としても知られる。

## 代表作

### 歌謡曲
- 『三味線やくざ』（昭和11年3月）［佐藤惣之助作詞、歌：東海林太郎］
- 『すみだ川』（昭和12年2月）［佐藤惣之助作詞、歌：東海林太郎、【台詞】田中絹代］
- 『曽根崎心中』（昭和12年6月）［時雨音羽作詞、歌：日本橋きみ栄］
- 『初すがた』（昭和12年7月）［藤田まさと作詞、歌：東海林太郎］
- 『南京だより』（昭和13年4月）［佐藤惣之助作詞、歌：上原敏］
- 『上海の街角で』（昭和13年7月）［佐藤惣之助作詞、歌：東海林太郎、【台詞】佐野周二］
- 『病院船』（昭和17年1月）［清水みのる作詞、歌：高山美枝子］
- 『シンガポールだより』（昭和17年3月）［矢島寵児作詞、歌：田端義夫］
- 『網走番外地』（昭和40年3月）［タカオ・カンベ作詞、歌：高倉健］

### 映画音楽
- 『限りなき前進』（昭和12年11月、内田吐夢監督）
- 『のど自慢狂時代』（昭和24年3月、斎藤寅次郎監督）
- 『恋風五十三次』（昭和27年5月、中川信夫監督）
- 『犬神家の謎 悪魔は踊る』（昭和29年8月、渡辺邦男監督）
- 『日蓮と蒙古大襲来』（昭和33年10月、渡辺邦男監督）
- 『風来物語』（昭和34年10月、渡辺邦男監督）
- 『鳴門秘帖』（昭和36年1月、内出好吉監督）
- 『鳴門秘帖 完結篇』（昭和36年2月、内出好吉監督）
- 『三百六十五夜』（昭和37年9月、渡辺邦男監督）